# Lee Ki-soon
Lee Ki-soon   (15 d'agost de 1966) és una ex-jugadora d'handbol sud-coreana que va competir durant la dècada de 1980.
El 1988 va prendre part en els Jocs Olímpics de Seül, on guanyà la medalla de plata en la competició d'handbol.